# بینی‌متینیب
بینی‌متینیب (انگلیسی: Binimetinib) که با نام تجاری مکتووی به فروش می‌رسد،یک داروی ضد سرطان است که برای درمان سرطان‌های مختلف استفاده می‌شود. بینی‌متینیب یک مهارکننده انتخابی ام‌ئی‌کِی است که نوعی کیناز مهم در مسیر پیام‌رسانی MAPK که محرک تومور محسوب می‌شود.  فعال‌سازی نامناسب این مسیر پیام‌رسانی سلولی در بسیاری از سرطان‌ها اثبات شده است. سازمان غذا و داروی آمریکا در ژوئن ۲۰۱۸ این دارو را در ترکیب با انکورافنیب برای درمان بیماران مبتلا به ملانوم BRAF V600E غیرقابل برداشت یا متاستازداده یا دارای جهش مثبت V600K تأیید کرد. سازمان غذا و داروی آمریکا در اکتبر ۲۰۲۳، این دارو را برای درمان سرطان ریه غیر سلول کوچک با جهش BRAF V600E در ترکیب با انکورافنیب تأیید کرد.